# Premio en Ciencias de la Unesco
El Premio en Ciencias de la Unesco es un galardón bienal otorgado por la Unesco a una «persona o grupo de personas por contribuciones hechas al desarrollo tecnológico de un Estado o región de un miembro en desarrollo, a través de la aplicación de investigaciones científicas y tecnológicas (particularmente en los campos de educación, ingeniería, y desarrollo industrial)».
Los candidatos a este premio son propuestos al director general de Unesco por los gobiernos de los Estados miembros o por ONG. Todas las propuestas son juzgadas por un panel de seis científicos e ingenieros. El premio consiste en US$ 15.000, en conjunto con la Medalla de plata de la Unesco Albert Einstein, en una ceremonia celebrada en los años impares (2007, 2009, etc.), de forma conjunta con la Conferencia General de la Unesco.

## Ganadores
| Año  | Premiado | Nacionalidad       | Trabajo |
| 1968 | Robert Simpson Silver | Reino Unido        | Por su descubrimiento de un proceso para la desmineralización de agua de mar                                                                   |
| 1970 | Centro Internacional de Mejoramiento de Maíz y Trigo Instituto Internacional De Investigación Del Arroz                            | México · Filipinas | por su obra que hace posible producir, en el espacio de pocos años, razas mejoradas de cereales                                                |
| 1972 | Viktor Kovda | Rusia              | Por su teoría del origen hidromórfico de los suelos de las grandes planicies de Asia, África, Europa y América                                 |
| 1972 | Grupo de 9 investigadores | Austria            | Por su desarrollo del proceso del oxígeno básico L-D diseñado para recuperar acero de arrabio con bajo fósforo                                 |
| 1976 | Alfred Champagnat | Francia            | Por su hallazgo de producir a bajo costo nuevas proteínas del petróleo                                                                         |
| 1978 | Al grupo de investigadores de "Lawes Agricultural Trust"                                                                           | Reino Unido        | Por su trabajo de insecticidas sintéticos sobre la base de piretro natural                                                                     |
| 1980 | Al grupo de 4 científicos de Medical Research Council of Ireland                                                                   | Irlanda            | Por su obra de síntesis de un agente antilepra, B-633                                                                                          |
| 1980 | Leonardo Mata | Costa Rica         | Por su obra en relaciones malnutrición e infección, particularmente en infantes                                                                |
| 1983 | Roger Whitehead | Reino Unido        | Por su obra en el rol de la nutrición maternal y lactancia en el crecimiento infantil                                                          |
| 1985 | Al grupo de seis científicos de Commonwealth Scientific and Industrial Research Organisation                                       | Australia          | Por su obra en el control biológico de infestaciones de Salvinia molesta en la cuenca del río Sepik de Papúa Nueva Guinea                      |
| 1987 | Yuan Longping (National Hybrid Cooperative Research Group)                                                                         | China              | Por su obra liderando la creación de un arroz híbrido de alto potencial de rinde                                                               |
| 1989 | Johanna Döbereiner (Empresa Brasileira de Pesquisa Agropecuária)                                                                   | Brasil             | Por su obra en explotar la fijación biológica de nitrógeno como la mayor fuente de nitrógeno en agricultura tropical                           |
| 1991 | Al grupo de investigadores ingenieros del Instituto Tecnológico Venezolano del Petróleo S.A.                                       | Venezuela          | Por su contribución al desarrollo de tecnologías de hidrocraqueo, destilación, e hidrotratamiento                                              |
| 1993 | Octavio Novaro Peñalosa | México             | Por su contribución al fenómeno de catálisis                                                                                                   |
| 1995 | Wang Xuan (Instituto de Informática, Universidad de Pekín)                                                                         | China              | Por sus contribuciones al sistema de fotocomposición chino                                                                                     |
| 1997 | Marcos Moshinsky (Universidad Nacional Autónoma de México)                                                                         | México             | Por su obra en física nuclear |
| 1999 | Atta ur Rahman (Director, H.E.J. Instituto de Estudios de Química, Universidad de Karachi)                                         | Pakistán           | Por su obra en Química orgánica contribuyendo al desarrollo de terapias vegetales para el cáncer, SIDA y diabetes                              |
| 1999 | José Leite Lopes (Cofundador de la Escuela Latinoamericana de Física y del Centro Brasileiro de Pesquisas Físicas)                 | Brasil             | Por su contribución al desarrollo de la Física en Latinoamérica                                                                                |
| 2001 | Baltasar Mena Iniesta (Instituto de Estudios de Materiales y Facultad de Ingeniería de la Universidad Nacional Autónoma de México) | México             | Por su habilidad en relacionar su estudio en Reología y nuevos materiales a aplicaciones tecnológicas                                          |
| 2003 | Somchart Soponronnarit | Tailandia          | Por su estudio de áreas de energía renovables y tecnología de secado                                                                           |
| 2005 | Alexander Balankin Al Grupo de Mecánica Fractal del Instituto Politécnico Nacional de México (IPN)                                 | México             | Por sus pioneras contribuciones al desarrollo de la Mecánica fractal y sus aplicaciones que han traído grandes beneficios a México y al mundo. |